# Світляк
«Світляк» (англ. Firefly) — американський науково-фантастичний телесеріал, створений сценаристом та режисером Джоссом Відоном — творцем телесеріалів Баффі — переможниця вампірів та Енджел.
Прем'єра серіалу відбулась 20 вересня 2002 року в США та Канаді на телеканалі FOX. Незважаючи на великі сподівання творців, до грудня 2002 року аудиторія «Firefly» склала 4,7 млн глядачів на кожний епізод, що відповідало 98-му місцю в рейтингу Nielsen. 13 грудня 2002 року, після показу одинадцяти серій з чотирнадцяти створених, було вирішено припинити трансляцію серіалу.
Незважаючи на доволі коротке життя серіалу, на DVD він продавався дуже добре. Також твір отримав велику підтримку фанатів.
У 2003 році «Світляк» отримав нагороду Еммі за Видатні спецефекти в серіалі.
Завдяки підтримці фанатів, на основі серіалу Відон та Universal Pictures створили повнометражний фільм Місія Сереніті.
Під торговою маркою «Firefly» також випускається декілька коміксів та рольова гра.
За сюжетом в майбутньому дві супердержави, прообразами яких є США та Китай, об'єдналися в єдиний федеральний уряд під назвою Альянс. У результаті західна та далекосхідна культури були злиті разом. Незважаючи на плин часу, деякі речі не змінюються: людей більше, технології кращі, але політичні, моральні та етичні проблеми все ще існують. Події відбуваються в 2517 році, після переселення людства в нову зоряну систему, і розповідають про пригоди групи контрабандистів, екіпажу «Сереніті» — міжпланетного корабля класу «світляк». Хоча події «Firefly» відбуваються в майбутньому, в творі присутня велика кількість елементів традиційного вестерну, за що телесеріал часто називають «унікальним синтезом жанрів».

## Сюжет

### Передісторія
Дія серіалу відбувається в 2517 році на декількох планетах і їхніх супутниках. Телесеріал не розкриває, чи знаходяться ці небесні тіла в одній зоряній системі, і не пояснює, чи має «Сереніті» надсвітловий двигун (він просто називається «Гравітаційним рушієм»). У кінофільмі «Місія „Сереніті“» говориться, що всі планети і супутники знаходяться в одній великій системі, а документи про фільм указують на те, що в цьому всесвіті не існує методів переміщення швидше швидкості світла. Персонажі іноді згадують «Землю-яка-була», і у фільмі говориться, що задовго до подій серіалу велика частина населення Землі емігрувала в ново-відкриту систему у великих колоніальних кораблях: «Земля-яка-була не могла більше підтримувати нашу кількість, нас було так багато». Емігранти поселилися в новій системі з «десятками планет і сотнями місяців». Багато з них було терраформовано, але дальні поселення часто не отримували подальшої допомоги у відтворенні їх цивілізацій. В результаті багато прикордонних планет і супутників мають сухий, пустельний клімат, що досить добре підходить жанру вестерн.

### Основні елементи серіалу
У серіалі відбувається змішання елементів космічної опери та вестерну. Майбутнє людства показане не так, як в більшості сучасних фантастичних фільмів. У серіалі немає прибульців або масштабних космічних битв (хоча в кінофільмі показана битва між двома флотами). Телесеріал відбувається в багатокультурному майбутньому (в основному — злиття західної і китайської культур), де існує чіткий поділ на багатих і бідних. Унаслідок Альянсу Китаю і Америки, путунхуа — популярна друга мова; вона присутня в рекламі, і персонажі серіалу часто використовують китайські слова і лайки.
У телесеріалі також використаний сленг, що складається з видозмінених сучасних слів, або взагалі нових слів (наприклад, «блискуче» англ. Shiny, означає «круто»).
На відміну від багатьох фантастичних серіалів і фільмів, у серіалі немає звуку у вакуумі, як і є насправді.
Назва серіалу походить від класу корабля «Сереніті» — «Світляк». Формою корабель дійсно нагадує світляка, і хвостова секція корабля світиться при прискоренні.

### Події серіалу
Альянс править зоряною системою через організацію планет «ядра», після того, як вони насильно об'єднали всі колонії під одним урядом. Коментарі на DVD припускають, що існують дві основні планети «ядра» Альянсу: західна і азійська. Центральні планети знаходяться під міцним контролем Альянсу, але зовнішні колонії нагадують майже беззаконний американський захід XIX століття. Поселенці цих світів мають відносну свободу від центрального уряду, але не мають високотехнологічних зручностей внутрішніх світів. Крім того, «прикордонні» території повні Пожирачів (раса людей-канібалів).
У цьому світі і живуть головні герої серіалу. Капітаном «Сереніті» є Малкольм «Мел» Рейнолдс. З пілотної серії під назвою «Сереніті» стає зрозуміло, що капітан і його перша помічниця Зої Аллейн Вошборн — ветерани «Коричневих курток» (англ. Browncoats) Війни за Незалежність — невдалої спроби зовнішніх світів протистояти контролю Альянсу. Серія «Out of Gas» показує, що Мел купив корабель «Сереніті», щоб залишатися поза контролем Альянсу. Найчастіше екіпаж займається вантажоперевезеннями й контрабандою. Одна з основних сюжетних ліній — історія про те, як Рівер Тем і її брат Саймон ховаються від Альянсу. Рівер була вундеркіндом, і Альянс ставив досліди над її мозком. У результаті вона страждає шизофренією і часто чує голоси. Пізніше відкривається, що вона телепатка. Саймон кинув успішну кар'єру хірурга, щоб виручити сестру з рук учених Альянсу. Тому обох розшукують як злочинців.

## Персонажі
Малкольм Рейнолдс — Капітан «Сереніті» і колишній сержант армії Незалежних, що брав участь в битві за долину Сереніті, поворотній точці Війни за Незалежність.
Мало що відомо про загадкового капітана; та дещиця, що він розповідає про своє минуле, нічим не видає його характер (який сам по собі — загадка). Малькольм розповідає, що виріс на ранчо, під наглядом матері і найманих робітників.
Єдині сцени, в яких нам показують його минуле, належать до Війни за Незалежність, де він і Зої билися на стороні незалежних, або «коричневих» (за кольором форми).
У нього є звичка в День Об'єднання (роковини закінчення битви в долині Сереніті) відвідувати лояльні Альянсу бари і влаштовувати бійки з відвідувачами (епізод «Train Job»).
Характер Мела повний суперечностей, його справжня особа залишається до певної міри загадкою.
Інара Серра — компаньйонка (куртизанка або гейша XXVI століття). Як і її товарки часів Відродження, Інара займає високе положення в суспільстві.
Її присутність на борту «Сереніті» забезпечує кораблю і команді той ступінь законності і соціальної прийнятності, яка була б недосяжна без неї.
У них з Мелом напружені відносини, і їхні невисловлені романтичні почуття один до одного грають істотну роль у кількох епізодах.
Можливо, Інара — віддзеркалення серця Мела; у її відсутність на кораблі Мел виглядає куди похмурішим персонажем (наприклад, у першій половині фільму «Місія „Сереніті“»).
Вона орендує один з двох шаттлів «Сереніті».
Саймон Тем — лікар, дослідник і першокласний хірург-травматолог (закінчив кращу медичну школу на планеті в числі трьох відсотків найвидатніших учнів). Був вимушений ховатися, після того, як викрав свою сестру Рівер з урядового дослідницького центру.
Його невмілі спроби зав'язати відносини з Кейлі впродовж всього серіалу є одною з другорядних сюжетних ліній, що найчастіше повторюються, але щоразу він сам мимоволі встає на шляху власних романтичних бажань.
Все його життя визначається турботами про сестру.
Рівер Тем — була контрабандою доставлена на борт «Сереніті». Рівер — диво-дитина, чия геніальність не має собі рівних, але вона стала об'єктом експериментів у руках лікарів Альянсу, і тепер її переслідують галюцинації, її поведінка непередбачувана і деколи небезпечна.
Її подорож у пошуках себе червоною ниткою проходить через весь серіал і подальший фільм. Рівер перебуває в постійному стані війни з власними демонами. Вона бачить і чує те, чого не бачать і не чують інші, і бачить сни наяву про те, що з нею робили в «академії» Альянсу.
Думки команди про неї різні: деякі її цінують, Джейн боїться, а решта просто хоче, щоб вона не завдавала собі неприємностей.

## Створення серіалу

Натан Філліон у ролі капітана Малкольма Рейнолдса на рекламному постері «Firefly» (2002)

Перший концепт сценарію «Світлячка» був створений Джоссом Відоном після прочитання історичної повісті «Вбивця янголів» американського письменника Міхаеля Шаара. Події новели відбуваються під час ключового епізоду громадянської війни в США Битви при Геттісберге.
Відон хотів, за прикладом «Вбивці янголів», показати долі людей, що воювали «не на тій стороні», їх життя як емігрантів та піонерів освоєння незаселених земель в стилістиці американського Дикого Заходу. Режисер збирався зробити «драму схожу на фільм „Диліжанс“, де велика кількість людей намагається з'ясувати сенс свого життя у первісному середовищі».
Назвою повинне бути слово одночасно повне енергії та руху. Слово Firefly (світляк) підійшло йому понад усе.
Перша ж знята експериментальна серія була забракована телекомпанією FOX. У FOX вважали, що серіалу не вистачає динаміки, а також образ капітана дуже депресивний і суворий.
Джосс Відон погодився змінити концепцію і разом з Тімом Мінеаром за дві доби переписали сценарій, врахувавши побажання телекомпанії, додавши нових персонажів (людей-в-синіх-рукавичках), а старих зробивши «живішими».
Під час створення серіалу широко використовувалася комп'ютерна графіка. Практично всі сцени в космосі і перестрілки створені на комп'ютері. Спеціально для серіалу Джосс Відон написав пісню "The Ballad of Serenity", яка стала вступною темою. Решту музичних тем написав американський композитор Грег Едмонсон.

### Кастинг

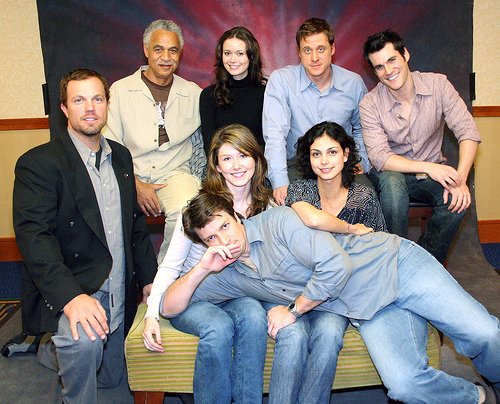
Актори серіалу (зліво-направо): Адам Балдвін, Рон Гласс, Саммер Глау, Алан Т'юдік, Шон Махер, Джуел Стейт, Морена Баккарін та Наттан Филліон.

Всі дев'ять головних акторів серіалу було відібрано задовго до початку зйомок. Але незабаром після початку зйомок, Джосс Відон зрозумів, що Реббека Гайхарт не підходить на роль Іннари Серри і замінив її на Морену Баккарін.
Для Наттана Філліона це була перша головна роль. Алан Тьюдік був забракований на своєму першому кастингу, але через декілька місяців випадково познайомився з Відоном і був знову запрошений на проби, де знову провалився. Але, не зважаючи на це, пізніше він був запрошений в серіал.
Джина Торрес, ветеран декількох науково-популярних/фантастичних серіалів («Матриця: Перезавантаження», «Чужі», «Геркулес»), спочатку не була зацікавлена в серіалі, але прочитавши сценарій, погодилася.
Маловідома канадська актриса Джуел Стейт була запрошена до Лос-Анжелесу самим Відоном, де і отримала роль бортмеханіка. Саммер Глау вже працювала з Джоссом Відоном в серіалі "Ангел", і тому нічого дивного, що вона була запрошено до нового серіалу одною з перших.

## Показ серіалу

### Український переклад/озвучення
В Україні серіал вперше було озвучено українською мовою у 2012 році приватною студією Три крапки. Їхнє озвучення доступне для завантаження з численних мережевих ресурсів.

## Популярність

### Культовий статус
У 2005 році на сайті журналу New Scientist відбулося опитування «Найкраща у світі наукова фантастика». Серіал «Світляк» посів перше місце, а фільм «Місія Сереніті» — друге.

### Нагороди
| Рік  | Організація                                                              | Нагорода                                | Результат   |
| ---- | ------------------------------------------------------------------------ | --------------------------------------- | ----------- |
| 2003 | Академія наукової фантастики, фентезі та фільмів жахів США Премія Сатурн | Найкраща чоловіча роль (Натан Філліон)  | Отримав     |
| 2003 | Прайм-тайм премія Еммі                                                   | Видатні спецефекти в серіалі            | Отримав     |
| 2003 | Премія Г'юґо                                                             | Найкраща драма                          | Номінований |
| 2003 | Асоціація звукорежисерів США                                             | Найкращі звукові ефекти                 | Номінований |
| 2003 | Товариство фахівців із візуальних ефектів                                | Найкращі візуальні ефекти в телесеріалі | Отримав     |
| 2003 | Товариство фахівців із візуальних ефектів                                | Найкращий монтаж                        | Номінований |
| 2004 | Академія наукової фантастики, фентезі та фільмів жахів США Премія Сатурн | Найкращій реліз на DVD                  | Отримав     |
| 2004 | Премія Г'юґо                                                             | Найкраща драма                          | Номінований |
| 2004 | Премія Сателіт                                                           | Найкращий DVD                           | Номінований |